# Clerget 9B
Clerget 9B – gwiazdowy, rotacyjny, chłodzony powietrzem tłokowy silnik lotniczy, skonstruowany w 1915 roku przez Pierre’a Clergeta. Jego podstawowa wersja rozwijała moc 96 kW (130 KM) przy 1250 obr./min, a pojemność skokowa wynosiła 16,3 dm³. Produkowany był podczas I wojny światowej głównie przez francuskie zakłady Clerget-Blin i (na licencji) przez brytyjskie fabryki Gwynnes Limited i Ruston, Proctor and Company. Łącznie powstało około 4250 sztuk tych jednostek napędowych w dwóch wersjach: 9B i 9Bf. Stosowany był m.in. w samolotach myśliwskich Nieuport 17, Sopwith Camel czy Sopwith Triplane, samolotach rozpoznawczych Nieuport 12 i Sopwith 1½ Strutter, wodnosamolotach Sopwith Baby i FBA Typ C oraz wiatrakowcach Cierva C.6 i Cierva C.8.

## Historia rozwoju
Silnik Clerget 9B był rozwinięciem poprzedniej konstrukcji Pierre’a Clergeta – modelu Clerget 9Z, zbudowanego w 1913 roku. Powstał w końcu 1915 roku i dysponował wówczas mocą 96 kW (130 KM) Ulepszona wersja 9Bf miała wydłużony skok tłoka, powiększoną pojemność skokową i stopień sprężania, co zaowocowało wzrostem mocy maksymalnej jednostki do 103 kW (140 KM).
Wysoki poziom techniczny i niezawodność silnika Clerget 9B sprawiły, że licencję na jego produkcję wykupiła Wielka Brytania, a udoskonalenie tej konstrukcji przez Waltera Bentleya doprowadziło do powstania silnika Bentley BR.1. Ogółem w macierzystych zakładach Clerget-Blin oraz brytyjskich fabrykach Gwynnes Limited i Ruston, Proctor and Company wyprodukowano około 4250 egzemplarzy wersji 9B i 9Bf, z czego 1300 sztuk stanowił silnik 9B. Cena silnika Clerget 9B wynosiła w Wielkiej Brytanii w 1915 roku 907 £.

## Wersje
- Clerget 9B (1915 rok, moc 96 kW (130 KM) przy 1250 obr./min);
- Clerget 9Bf (moc 103 kW (140 KM) przy 1250 obr./min)[4][8].

## Opis techniczny

Silnik Clerget 9B eksponowany w Muzeum Lotnictwa Polskiego w Krakowie

Clerget 9B jest dziewięciocylindrowym, gwiazdowym, rotacyjnym, chłodzonym powietrzem czterosuwowym tłokowym silnikiem lotniczym . Pojemność skokowa wynosi 16,29 dm³ w wersji 9B i 17,48 dm³ w wersji 9Bf, średnica cylindra 120 mm, a skok tłoka – 160 mm w wersji 9B i 172 mm w wersji 9Bf. Długość silnika wynosi 110 cm, średnica 102 cm; suchy waży 173 kg.
Każdy z dziewięciu stalowych cylindrów ma po dwa niezależne prętowe popychacze, poruszające dwoma znajdującymi się w głowicy zaworami – ssącym i wydechowym. Sterowanie rozrządem odbywa się za pomocą odrębnych krzywek na wale krzywkowym. Tłoki zostały wykonane ze stopu aluminium, co zmniejszyło masę silnika i zużycie układu korbowego. Układ zasilania składa się z prostego gaźnika, umieszczonego w części stałej silnika, na przewodzie dostarczającym paliwo do skrzyni korbowej (karteru) oraz przepustnicy zamontowanej w kokpicie. Paliwo i olej dostarczane są do karteru poprzez wydrążony, nieruchomy wał silnika, a układ smarowania jest typu otwartego. 
Układ zapłonowy tworzą dwa iskrowniki umieszczone na nieruchomej części karteru, a w każdym cylindrze znajdują się dwie świece zapłonowe. Stopień sprężania był zmienny w zależności od modelu i wynosi 4:1 dla wersji 9B i 5,3:1 dla 9Bf. Moc maksymalna osiągana przez jednostkę napędową także jest różna dla poszczególnych wersji i wynosi 96 kW (130 KM) przy 1250 obr./min (9B) i 103 kW (140 KM) przy 1250 obr./min (9Bf).
Paliwem jest mieszanka benzyny lotniczej z olejem roślinnym, najczęściej rycynowym (stężenie procentowe oleju w mieszance wynosi 15-35%). Jednostkowe zużycie paliwa kształtuje się na poziomie 0,42 litra na 1 KM w ciągu godziny dla wersji 9B i 0,34 litra na 1 KM w ciągu godziny dla 9Bf, a zużycie oleju – 0,05 litra na 1 KM w ciągu godziny dla wersji 9B i 0,06 litra na 1 KM w ciągu godziny dla 9Bf.
Zaletą konstrukcji silnika jest łatwy dostęp do wszystkich kluczowych części od przodu, bez konieczności wymontowywania jednostki napędowej z samolotu, co skracało czas wykonywania przeglądu do 30 minut. Clerget 9B może pracować ze śmigłem ciągnącym lub pchającym, dzięki zastosowaniu podwójnych tocznych łożysk kulkowych w połączeniu części ruchomej silnika ze stałą, zintegrowaną z samolotem. Kierunek rotacji jednostki napędowej jest odwrotny do ruchu wskazówek zegara, a pomiędzy kolejnymi suwami silnik obraca się o kąt 80°.

## Zastosowanie

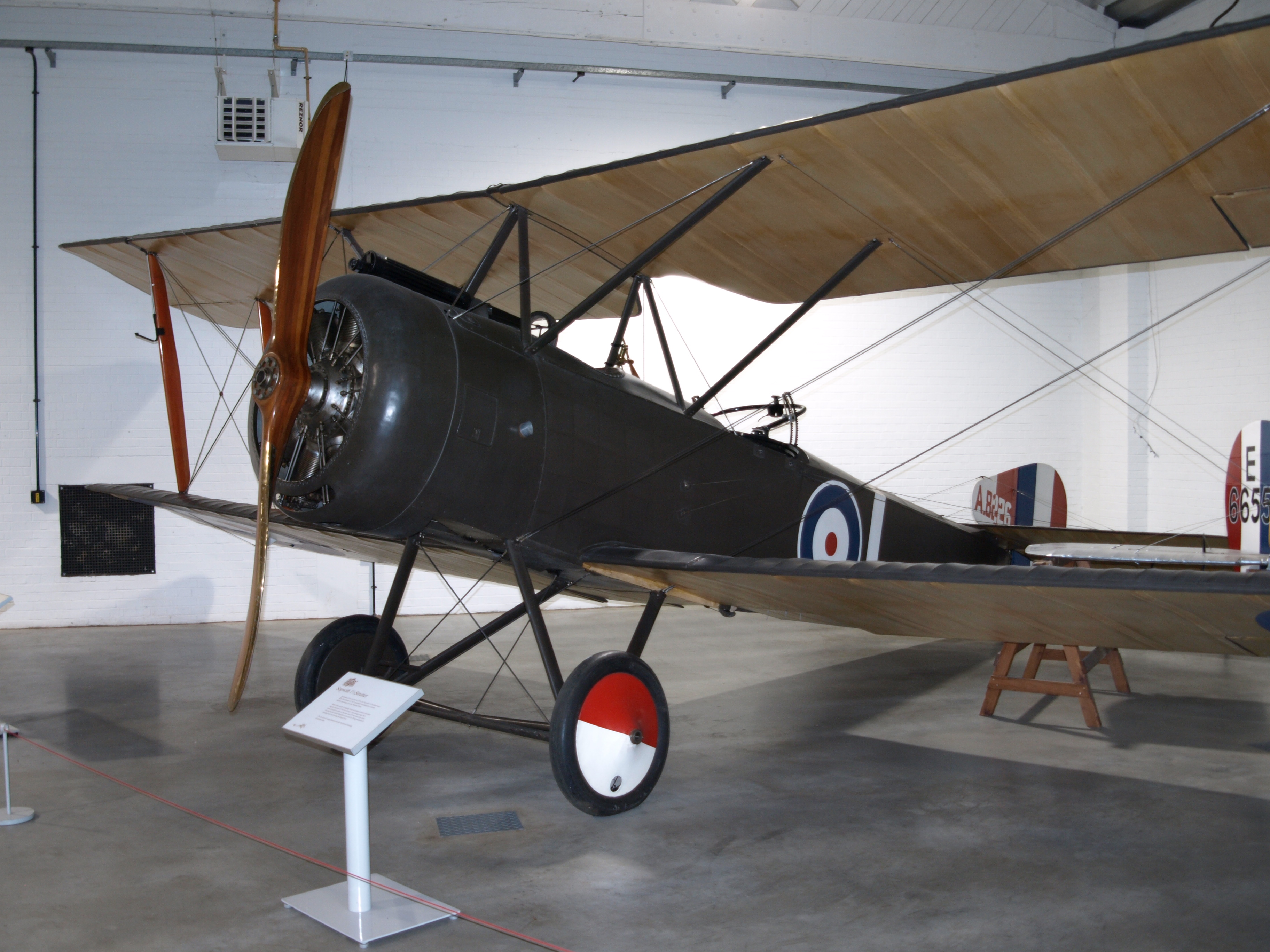
Sopwith 1½ Strutter z silnikiem Clerget 9B eksponowany w Royal Air Force Museum w Londynie

Silniki Clerget 9B używane były powszechnie w wielu brytyjskich i francuskich samolotach okresu I wojny światowej. Stosowano go w następujących płatowcach:
- samoloty myśliwskie – Armstrong Whitworth F.K.10[6], Avro 531[6], Bristol M.1B[6], Nieuport 17[14], Nieuport Triplane[6], Sopwith Camel[15], Sopwith Scooter[6], Sopwith Triplane[16];
- samoloty rozpoznawcze i wielozadaniowe – Avro 504[17], Nieuport 12[18], Sopwith 1½ Strutter[19];
- wiatrakowce – Cierva C.6[6], Cierva C.8[6];
- wodnosamoloty – Fairey Hamble Baby[6], FBA Typ C[20], Sopwith Baby[21].

Mocniejszą wersję Clerget 9Bf stosowano jedynie w myśliwcach Sopwith Camel.

### Zastosowanie w lotnictwie polskim
Silniki Clerget 9B nie były nominalnie używane w polskim lotnictwie, z wyjątkiem jednego z zakupionych we Francji samolotów szkolnych Morane-Saulnier MS-30E1 (o nr 2073), który miał na wyposażeniu jednostkę napędową tego typu. Jeden egzemplarz silnika Clerget 9B znajduje się w ekspozycji Muzeum Lotnictwa Polskiego w Krakowie .